# AZS Częstochowa
AZS Częstochowa ist ein polnischer Volleyballverein aus Częstochowa, der in der Polnischen Volleyball-Liga spielt.

## Nationale Liga

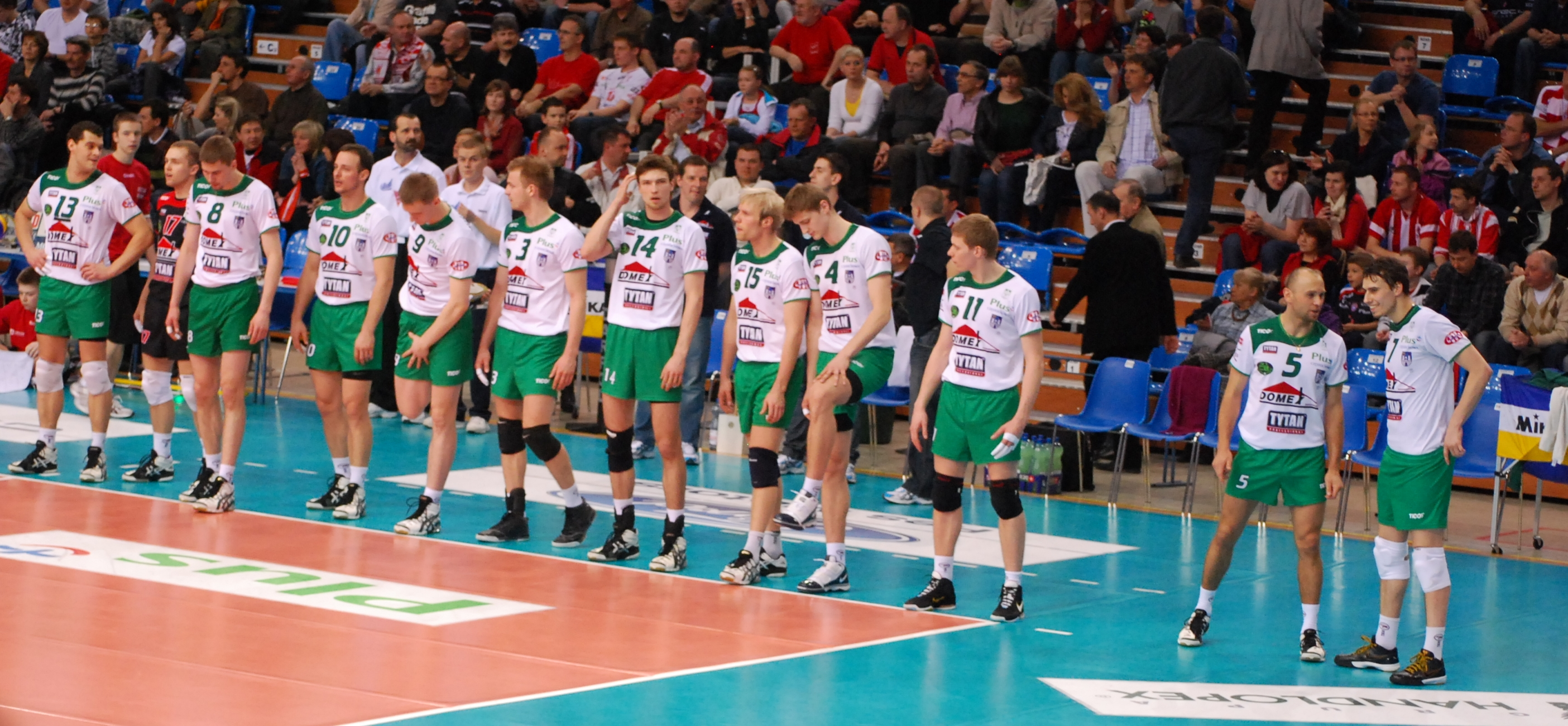
Domex Tytan AZS Częstochowa

AZS Częstochowa spielte in der Polnischen Volleyball-Liga und wurde in den 1990er Jahren sechsmal Polnischer Meister. In der Saison 2017 stieg der Verein nach 30 Jahren in der PlusLiga ab. In der Saison 2019 belegte AZS den letzten Platz in der 1. Liga und bekam keine Lizenz für die nächste Saison.

## Europapokal
AZS Częstochowa spielt seit 2001 auf internationaler Ebene. Im Top Teams Cup erreichte man 2002 den dritten Platz. Im CEV-Pokal spielte man in den Saisons 2004/05, 2005/06, 2007/08 und 2009/10. 2008/09 spielte AZS sogar in der Champions League. 2010/11 traten die Polen im Challenge Cup an. Den Halbfinaleinzug von 2002 konnte man allerdings in keinem Wettbewerb wiederholen.